# Deathspell Omega
I Deathspell Omega sono un gruppo avant-garde/black metal francese.
I membri noti della band sono: Hasjarl (ex-componente degli Hirilorn) e Mikko Aspa (responsabile delle parti vocali e membro dei Fleshpress, dei Clandestine Blaze e degli Stabat Mater). Ad ogni modo si sa pochissimo riguardo alla band, la quale non possiede un sito internet né foto ufficiali. La stessa presenza di Mikko Aspa è stabilita dagli appassionati in base al timbro e allo stile vocale, ma non è mai stata ufficialmente confermata.

## Tematiche
I testi, descritti in genere come "più profondi" rispetto alla media, riguardano soprattutto il satanismo, inteso su un piano metafisico: riguardo a ciò band ha dichiarato che "qualunque altra concezione di satana è intellettualmente invalida". Ciò nonostante si ritrovano nei loro brani numerosi riferimenti filosofici (Georges Bataille, Philipp Mainländer, l'idealismo tedesco), oltre che teologici e mistici, con richiami alla gnosi e alla mistica ebraica, che dimostrano una cultura ed una complessità concettuale di molto superiore rispetto al resto della scena black metal. Il gruppo ha realizzato una trilogia di concept album, incentrati sul rapporto fra Dio, Satana e la relazione dell'uomo con le due identità sul piano teologico. Satana, nei testi dei DSO, è ritratto come un'entità "salvifica", che svela l'inganno dell'esistenza, introducendo nel mondo la morte e la corruzione. I testi sono impostati come autentiche preghiere, scritte in inglese arcaizzante, francese e latino, e portano dunque avanti una esplicita glorificazione del male. Il male è anzitutto principio di entropia: la negazione della dignità e della vita conducono infine al nulla, dissoluzione dell'Io e dell'universo stesso.

## Storia del gruppo
Inizialmente, i Deathspell Omega suonavano un black metal rozzo e tradizionale, molto ispirato ai Darkthrone, ma il loro disco del 2004, Si Monvmentvm Reqvires, Circvmspice, segnò un cambio verso un avantgarde con influenze anche esterne al metal, come i canti Gregoriani, la musica corale e la musica ambient.
Il gruppo ha un nutrito gruppo di fan nella scena underground, soprattutto grazie al loro seminale lavoro Si Monvmentvm Reqvires, Circvmspice. Il primo disco della trilogia pianificata, che venne accolto benissimo dalla critica e continua tuttora ad essere ammirato. Il titolo del disco è una modifica ad una popolare frase in latino. L'originale era "Si Monumentum Requiris, Circumspice", che significa "se cerchi un monumento, guardati intorno", una frase che appare nella cattedrale di San Paolo come dedica a Sir Christopher Wren. In questo caso la frase va letta come: "se cerchi il suo monumento, guardati intorno".

## Discografia

### Album in studio
- 2000 - Infernal Battles
- 2002 - Inquisitors of Satan
- 2004 - Si Monvmentvm Reqvires, Circvmspice
- 2007 - Fas - Ite, Maledicti, in Ignem Aeternum
- 2010 - Paracletus
- 2016 - The Synarchy of Molten Bones
- 2019 - The Furnaces of Palingenesia
- 2022 - The Long Defeat

### EP
- 2005 - Kénôse
- 2008 - Veritas Diaboli Manet in Æeternum: Chaining the Katechon
- 2008 - Mass Grave Aesthetics
- 2011 - Diabolus Absconditus
- 2012 - Drought

### Compilation
- 2008 - Manifestations 2000-2001 (raccolta di tracce apparse negli Split)
- 2008 - Manifestations 2002 (raccolta di inediti)
- 2011 - Diabolus Absconditus/Mass Grave Aesthetics (racchiude i due EP)

### Box-set
- 2009 - Untitled I (raccoglie il primo periodo della band sotto forma di Picture Disc)
- 2012 - Untitled II (raccoglie il secondo periodo della band sotto forma di Picture Disc)

### Split
- 2000 - Sob A Lua Do Bode/Demoniac Vengeance (con i Moonblood)
- 2001 - Clandestine Blaze/Deathspell Omega  (con i Clandestine Blaze)
- 2002 - Mütiilation/Deathspell Omega  (con i Mütiilation)
- 2005 - From the Entrails to the Dirt (con Malicious Secrets, Antaeus, Mütiilation)
- 2005 - Crushing the Holy Trinity (con Stabat Mater, Musta Surma, Clandestine Blaze, Mgła, Exordium)
- 2008 - Veritas Diaboli Manet in Æeternum (con i S.V.E.S.T.)

### Demo
- 1999 - Disciples of the Ultimate Void